# Ӷә
Ӷә – dwuznak cyrylicy wykorzystywany w zapisie języka abchaskiego. Oznacza dźwięk [ɣʲʷ], czyli palatalizowaną i welaryzowaną spółgłoskę szczelinową miękkopodniebienną bezdźwięczną.

## Kodowanie
| Forma     | Wygląd | Części składowe | Części składowe |
| --------- | ------ | --------------- | --------------- |
| majuskuła | Ӷә     | U+04F6 Ӷ        | U+04D9 ә        |
| minuskuła | ӷә     | U+04F7 ӷ        | U+04D9 ә        |